# Suavemente
A Suavemente a német Scooter együttes 2005-ben megjelent kislemeze, a negyedik és egyben utolsó kislemez a "Mind the Gap" című albumáról. A dal ismét egy feldolgozás, Elvis Crespo írta az eredetit. A kislemezen található változat ismételten más, mint amit az albumon eredetiként lehet hallani, azt jelentős mértékben megváltoztatták, gyakorlatilag újraírták a teljes dalt.
Eredetileg nem ezt, hanem a Depeche Mode-feldolgozás "Stripped"-et szerették volna kiadni, de aztán egyéb megfontolások miatt egy nyári slágerre cserélték. A döntés nem bizonyult helyesnek, a kislemez csak mérsékelt sikereket ért el, a "Stripped" pedig 2007-ben jelent meg végül, csak netes kislemez formájában.

## Számok listája
1. Suavemente – Radio Edit (3:35)
2. Suavemente – Extended (5:40)
3. Suavemente – Club Mix (6:48)
4. Suavemente – Original Club (3:29)
5. Trance-Atlantic – Club Mix (4:04)

Multimédiás tartalomként a videoklip is felkerült a lemezre. Az "Original Club" címre hallgató változat nem más, mint az eredeti albumverzió. A Trance-Atlantic a "Mind the Gap" című lemezen hallott változathoz képest lerövidített, kivéve a spanyol kiadáson, amire a teljes hosszúságú került.

### Vinyl verzió
- A1: Suavemente (Extended)
- B1: Suavemente (Club Mix)

Egy másik változaton a B-oldalra a teljes hosszúságú "Trance-Atlantic" került fel.

## Más változatok
Promóciós céllal megjelent kiadványon hallható az eredeti Radio Edit, ez csak annyiban különbözik a véglegestől, hogy a kezdő pár másodperce eltérő.
A 2013-ban megjelent "Mind the Gap (20 Years of Hardcore Expanded Edition)" című kiadványra valamiért az albumverzió helyett ez a kislemezváltozat került fel.

## Közreműködtek
- H.P. Baxxter a.k.a. "MC MC SMOKEALOT" (szöveg)
- Rick J. Jordan, Jay Frog (zene)
- Jens Thele (menedzser)
- Elvis Crespo (eredeti szerző)
- Das Bo (videoklip-szereplő)
- Marc Schilkowski (borítóterv)
- Mathias Bothor (fényképek)
- BM8 / Stefan Browatski (videoklip)

## Videoklip
A videoklipben a Scooter tagjai és bikinis táncoslányok láthatóak.